# Kořistníci našeho severu
Kořistníci našeho severu je čtvrtým sociálním románem Václava Kůrky. Vydán byl v Třebechovicích Antonínem Dědourkem v roce 1935. Jde o historický román z prostředí pašeráků uhlí ze severu do Prahy.

## Děj
Děj románu se odehrává v severních Čechách na divokých šachtách, které v době naší krize obživly a byly zaplaveny nezaměstnanými lidmi, kteří na vlastní riziko dobývali uhlí z propadlin a prodávali je pod rukou uhelným pašerákům, kteří je vozili za noci do Prahy. Tito ubožáci - horníci neměli co jíst a přece svou prací dobývali miliony. Přestože nespočet četníků obsadilo celé horní území svými železnými kordony, přece v noci jely vozy naložené uhlím, tímto černým zlatem, tiše pronikaly sítí četníků a přijížděly za ranního úsvitu do Prahy. O ničem se pak nemluvilo než o nich, o těchto gangsterech našeho severu. Až na samou burzu dojíždějí tyto neviditelné vozy a prodávají pod cenou uhlí a okrádají stát o veliké peníze - za nezaplacené daně. Mezi tyto kořistníky přicházejí také dva bratři, Matěj a Jenda Zárubové. Přicházejí z venkova, kde byli podobně vykořisťováni nesvědomitými sedláky. Zatímco Jenda, novodobý sup, shrabuje miliony, Matěj v tomto vydělávání nenachází útěchu a nachází útěchu v knihách. A tyto knihy přivádějí Matěje na novou cestu. Pro budoucnost je nutno pracovat a obětovat se. Román tedy ukazuje dvě cesty. Cestu k pravdě a cestu k bohatství. Kniha je ale i dokumentem, který ukazuje stíny krize, která se dá velice dobře zneužít silnými k olupování slabých.